# Pseudogaurotina robertae
Pseudogaurotina robertae là một loài bọ cánh cứng trong họ Cerambycidae.